# جاك روز (كاتب)
جاك روز (بالإنجليزية: Jack Rose)‏ هو كاتب سيناريو أمريكي، ولد في 4 نوفمبر 1911 في وارسو في بولندا، وتوفي في 21 أكتوبر 1995 في لوس أنجلوس في الولايات المتحدة.

## وصلات خارجية
- جاك روز على موقع IMDb (الإنجليزية)
- جاك روز على موقع ألو سيني (الفرنسية)
- جاك روز على موقع أول موفي (الإنجليزية)
- جاك روز على موقع قاعدة بيانات الأفلام السويدية (السويدية)
- جاك روز على موقع قاعدة بيانات الفيلم (الإنجليزية)
- جاك روز على موقع كينوبويسك (الروسية)